# Barbus ksibi
Barbus ksibi es una especie de peces de la familia Cyprinidae, orden Cypriniformes. Son peces dulceacuícolas restringidos a la cuenca del uadi Ksob de Marruecos.
Como otras especies de barbos marroquíes, su situación taxonómica es discutida, pudiendo formar parte del género Luciobarbus.